# 上杉憲方
上杉 憲方（うえすぎ のりまさ/のりかた）は、南北朝時代から室町時代初期にかけての武将・守護大名。関東管領、上野国・武蔵国・伊豆国・下野国・安房国守護。山内上杉家5代当主。

## 略歴
建武2年（1335年）、上杉憲顕の子として誕生。
天授2年/永和2年（1376年）に病床にあった兄・能憲から所帯等を譲られ、天授4年/永和4年（1378年）4月の能憲の死の直前には憲春が務めていた上野守護職や憲春の所領も憲方が知行すべき分として譲られた。能憲の死後、関東管領には憲春が任じられたが、山内上杉家の家督は憲方だった。
約1年後の天授5年/康暦元年（1379年）3月7日、憲春が自害した。康暦の政変に乗じて攻め上がろうとする鎌倉公方足利氏満に対する諌死だったという。同年3月21日頃に憲方は関東軍の大将として派遣されたが、上洛はせずに伊豆三島に留まった。4月15日に関東管領に任じられ、28日には鎌倉へ戻った。5月には憲春が維持していた上野守護職も憲方に安堵された。
弘和2年/永徳2年（1382年）1月に管領職から退いたが、6月に再任されている。武将としての器量に優れ、氏満を補佐しながら小山義政・若犬丸父子の反乱鎮圧に功を挙げた（小山氏の乱）。それらの功績により上野・武蔵・伊豆・安房・下野の守護職を与えられている。元中9年/明徳3年（1392年）4月22日、老齢と病身を理由に管領職から退いた。ただし、その後も引き続き関東管領として在職していたとする説もある。
応永元年（1394年）10月24日、死去。享年60。墓所は自身が鎌倉に建立した明月院。また、極楽寺駅付近に、上杉憲方夫妻の墓と伝わる七層塔・五層塔があり、付近には逆修塔と伝わる宝篋印塔も存在する。

### 出典

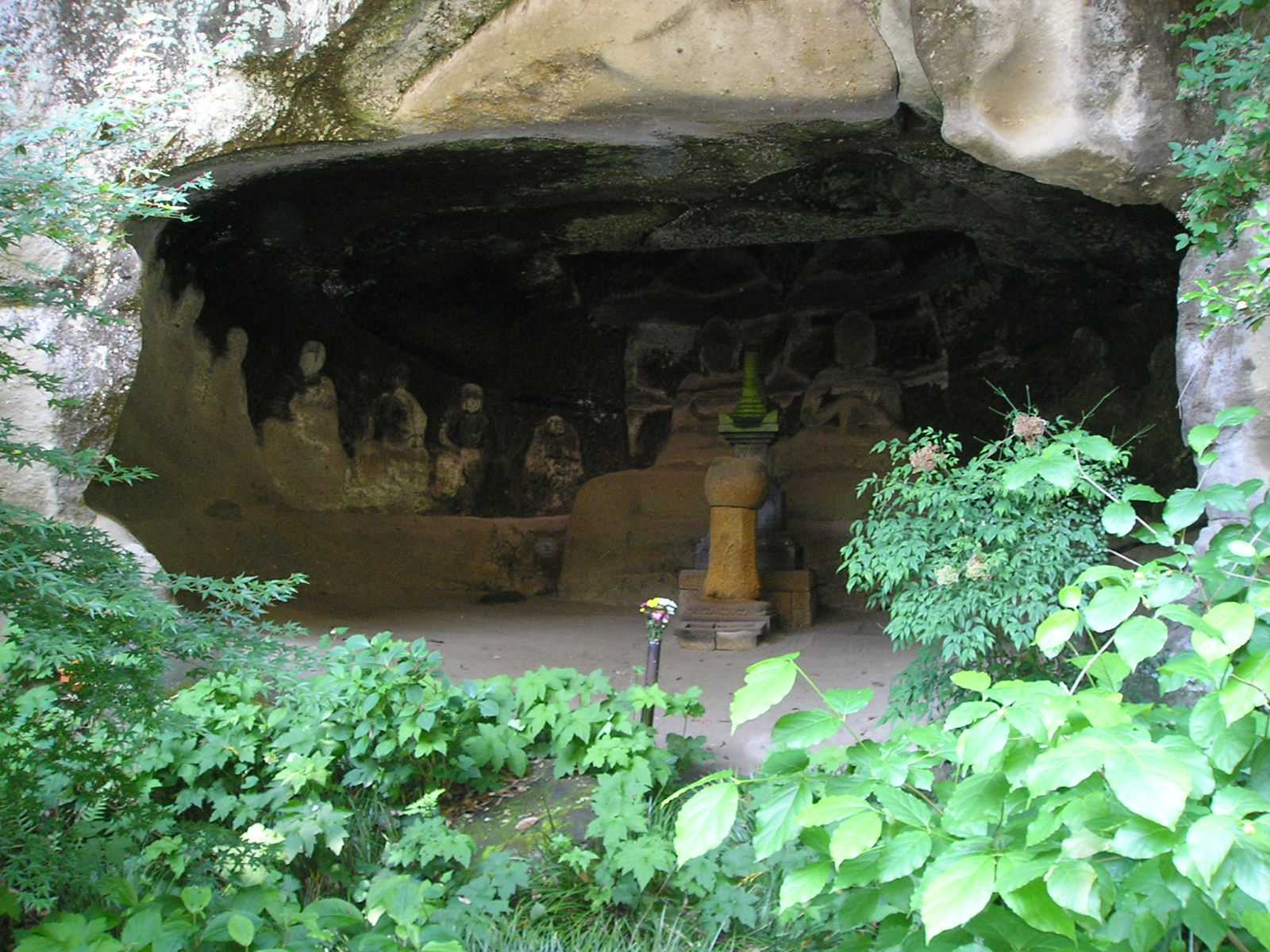
明月院の上杉憲方の墓